# Numanice
Numanice é o segundo EP da cantora brasileira Ludmilla. Foi lançado em 24 de abril de 2020, através da Warner Music Brasil.

## Antecedentes
Em 2019, os fãs começaram a pedir por um EP de pagode em outubro, quando Ludmilla mostrou um vídeo dela, cantando em uma festinha em sua casa. Depois, ela prometeu que, se ganhasse o Prêmio Multishow de Música Brasileira de melhor cantora, gravaria um EP neste estilo. Ela ganhou os troféus de música chiclete e melhor cantora. Em 22 de abril de 2020, ela divulgou a capa e o título. Como um "aquecimento"   para o EP, a cantora lançou uma  versão em pagode para o Spotify da música, "A Boba Fui Eu", junto com um cover da canção, "Faz Uma Loucura Por Mim", de Alcione, quem elogiou a versão dizendo: "Coisa boa é a gente ouvir quem sabe cantar."

## Recepção
| Críticas profissionais | Críticas profissionais |
| Avaliações da crítica  | Avaliações da crítica  |
| Fonte                  | Avaliação              |
| ---------------------- | ---------------------- |
| E Mais Goiás           | positiva               |
| Desconexão Leitura     | positiva               |
| G1                     | [ 12 ]                 |

"Numanice" recebeu críticas favoráveis, o site "E Mais Goiás" elogiou o projeto e versatilidade da cantora tanto como intérprete como compositora, concluiu dizendo que ele mostra uma maior maturidade musical.

## Lista de faixas
Todas as canções foram escritas por Ludmilla, exceto onde citado. Foram produzidas por Rafael Castilhol.
| N.º            | Título                                      | Compositor(es)          | Duração |  |
| 1.             | "Amor Difícil"                              | Ludmilla                | 3:40    |  |
| 2.             | "Não é Por Maldade" (com part. de Marvvila) | Ludmilla                | 3:34    |  |
| 3.             | "Te Amar Demais"                            | Sodre                   | 2:52    |  |
| 4.             | "Cheiro Bom do Seu Cabelo"                  | Ludmilla                | 2:47    |  |
| 5.             | "Pôr do Sol na Praia"                       | Lúcio Silva Lucas Souza | 2:40    |  |
| 6.             | "Tô de Boa"                                 | Ludmilla                | 2:51    |  |
| Duração total: | Duração total:                              | Duração total:          | 18:27   |  |